# 沖縄明治乳業
沖縄明治乳業株式会社（おきなわめいじにゅうぎょう）は、沖縄県浦添市牧港に拠点を置く日本の食品製造業者で、明治とオキコの折半出資による企業であり、おもに沖縄県内における明治ブランド（旧明治乳業）商品の製造を行っている。“okimei”（オキメイ）ブランドにより、沖縄限定のアイスクリームを販売しており、同種のアイスに関しては、競合他社は無く、当社の独占である。

## 沿革
- 1969年（昭和44年） - オキコの市乳事業を引き継ぐ形で設立。
- 2002年（平成14年） - フォーモスト・ブルーシールと折半出資によりエムアンドビーを設立、ブルーシールブランドの小売店に向けたアイスクリームの生産と流通を当社に受託。
- 2021年（令和3年） - 沖縄県内で独自販売するアイスクリーム商品を“okimei”ブランドとする[2]。内地と同じ商品ブランドは、当社が製造・販売する沖縄版も含め、引き続き“meiji”ブランドを用いる。

## 販売商品
詳しくは公式サイトの商品情報を参照。
牛乳・乳飲料
酪農牛乳、無脂肪、赤箱 など
飲料
ネスレブランド商品（コーヒー）、メイグルト（乳酸菌飲料）、茶系飲料 など
アイスクリーム
明治エッセルスーパーカップ、それいけ!アンパンマンアイスバー、ソーダセブン　など
その他
明治ブルガリアヨーグルト、プリン、シークヮーサーゼリー　など